# Palacio de Makarpura
El palacio de Makarpura es un palacio de la India del siglo XIX, que fue un antiguo palacio real ubicado en el estado de Baroda, hoy en la actual ciudad de Vadodara, en el estado de Guyarat.

## Historia
Fue construido por maharajá Khende Rao en 1870, al estilo italiano. Fue utilizado como residencia de verano y lugar de caza de la Familia Real.
Se dice que Malhar Rao Gaekwad, hermano de Khanderao II Gaekwad, que gobernó Baroda desde 1856 hasta 1870, destruyó una parte del palacio. Fue ampliado y renovado por Maharajá Sayajirao Gaekwad III. Durante muchos años fue utilizado como escuela de entrenamiento por la Fuerza Aérea India.

## Estructura y paisaje
El palacio es una estructura de tres pisos que se divide en dos partes. Una parte fue construida por Khanderao II Gaekwad mientras que la otra parte fue construida por Maharajá Sayajirao Gaekwad III. Ambas partes tienen el mismo aspecto, reflejando la arquitectura renacentista italiana y están conectadas por pasillos en los niveles de planta baja y primer piso. También hay una puerta cochera de una sola planta con fuentes multifoil de estilo italiano.
Tiene más de cien habitaciones de ladrillo ornamentado, junto con balcones con arcos y escaleras de madera.
La parte trasera consiste en una serie de terrazas que están conectadas por escaleras y sombreadas por chhajjas.
El palacio tiene un jardín de estilo japonés que se extiende a lo largo de 130 acres. Está diseñado por William Goldring, el arquitecto de los jardines botánicos reales. El jardín se llamó Kew y contó con una piscina y un lago con cisnes. Había fuentes de marfil que se activaban para dar la bienvenida al rey cuando visitaba el palacio.
El interior del palacio, que una vez tuvo techos pintados, grandes escaleras de madera, paneles de estuco, candelabros, muebles de madera, etc., se encuentra actualmente en un estado muy ruinoso.